# 瓦薩橋

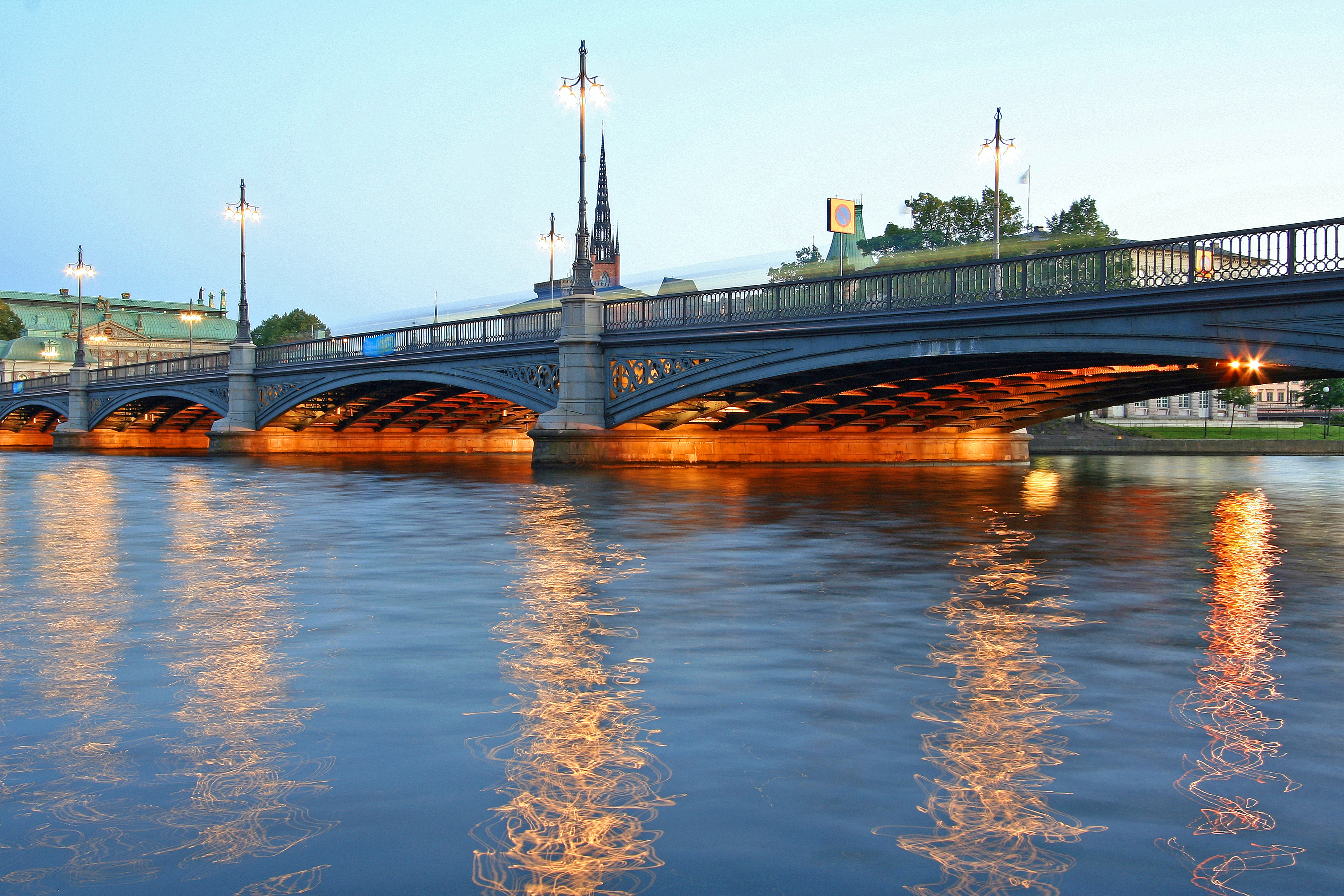
瓦薩橋

瓦薩橋（Vasabron）是瑞典首都斯德哥爾摩的一座橋樑，連接諾馬姆和斯德哥爾摩老城。該橋得名於瑞典國王古斯塔夫·瓦薩。瓦薩橋於1872年開始修建，並在六年之後竣工。

## 外部連結
- Stockholmskällan - historical images of Vasabron.

59°19′38″N 18°03′52″E / 59.32722°N 18.06444°E